# Head over Heels (computerspel)
Head over Heels is een computerspel dat in 1987 werd ontwikkeld en uitgegeven door Ocean Software voor verschillende homecomputers. 
Headus Mouthion (Head) en Footus Underium (Heels) zijn twee spionnen op de planeet 'Freedom'. Ze worden erop uitgestuurd om de gekoloniseerden planeten Enitentiary, Safari, Book World en Egyptus te bevrijden en de overheerser te vernietigen.
Het computerspel introduceerde een nieuw concept, namelijk het besturen van twee personages. Het speelveld wordt isometrisch weergegeven. Hierin worden de karakters en puzzels, bestaande uit schakelaars, sprongen en beklimmingen, getoond. Objecten kunnen worden opgepakt en worden veranderd indien nodig.

## Platform
| Jaar | Platform                                                                |
| ---- | ----------------------------------------------------------------------- |
| 1987 | Amstrad CPC, Amstrad PCW, Atari (8 bit), Commodore 64, MSX, ZX Spectrum |
| 1989 | Amiga, Atari ST                                                         |
| 2012 | iPad, iPhone                                                            |

In 2003 maakte het bedrijf Retrospec een remake van dit spel welke beschikbaar kwam als freeware voor Windows, Linux, Mac OS en BeOS. Deze remake draait in 4:3 en 16:9 widescreen monitors.
In 1994 kwam een isometrisch spel van de hand van  Ritman and Drummond genaamd Monster Max voor de Nintendo Game Boy.

## Ontvangst
Het spel werd overwegend positief ontvangen:
| Reviewer                       | Platform      | Jaar | Score |
| ------------------------------ | ------------- | ---- | ----- |
| Zzap!                          | Commodore 64  | 1987 | 98%   |
| The Games Machine (UK)         | Commodore 64  | 1990 | 97%   |
| Eurogamer.net (UK)             | ZX Spectrum   | 2007 | 90%   |
| Computer and Video Games (CVG) | Atari (8 bit) | 1987 | 90%   |
| Amiga Force                    | Amiga         | 1993 | 90%   |
| Crash!                         | ZX Spectrum   | 1990 | 89%   |
| Sinclair User                  | ZX Spectrum   | 1990 | 89%   |
| Your Commodore                 | Commodore 64  | 1987 | 88%   |